# Volta a Eslovènia 2016
La Volta a Eslovènia 2016, 23a edició de la Volta a Eslovènia, es disputà entre el 16 i el 19 de juny de 2016 sobre un recorregut de 588,8  km repartits entre quatre etapes, amb inici a Ljubljana i final a Novo Mesto. La cursa formava part del calendari de l'UCI Europa Tour 2016, amb una categoria 2.1.
El vencedor fou l'estoni Rein Taaramäe (Team Katusha), per davant l'australià Jack Haig (Orica-GreenEDGE) i el txec Jan Bárta (Bora-Argon 18), segon i tercer respectivament. Haig també guanyà la classificació per punts, Jan Tratnik (Amplatz-BMC) la de la muntanya, Egan Bernal (Androni Giocattoli-Sidermec) la dels joves i l'Androni Giocattoli-Sidermec la dels equips.

## Equips
L'organització convidà a prendre part en la cursa a sis equips World Tour, sis equips continentals professionals, sis equips continentals i un equip nacional:
| WorldTeams (6)- Sky - Tinkoff - Katusha - Lampre-Merida - Orica-GreenEDGE - Dimension Data Equips continentals professionals (6)- Bora-Argon 18 - Bardiani CSF - Androni Giocattoli-Sidermec - Topsport Vlaanderen-Baloise - Gazprom-RusVelo - Nippo-Vini Fantini Equips continentals (6)- Adria Mobil - Radenska Ljubljana - Meridiana Kamen - Amplatz-BMC - Norda-MG.Kvis - SKC Tufo Prostějov Equip nacional- Eslovènia |
| |

## Etapes
| Etapa | Data       | Recorregut                   |                           | Km       | Vencedor d'etapa       | Líder de la general   | Ref.  |
| ----- | ---------- | ---------------------------- | ------------------------- | -------- | ---------------------- | --------------------- | ----- |
| 1a    | 16 de juny | Ljubljana - Koper            | Etapa de mitja muntanya   | 177,8 km | Jens Keukeleire (BEL)  | Jens Keukeleire (BEL) | [ 3 ] |
| 2a    | 17 de juny | Nova Gorica - Golte          | Etapa de muntanya         | 217,2 km | Rein Taaramäe (EST)    | Rein Taaramäe (EST)   | [ 4 ] |
| 3a    | 18 de juny | Celje - Celjska Koča         | contrarellotge individual | 16,8 km  | Diego Ulissi (ITA)     | Rein Taaramäe (EST)   | [ 5 ] |
| 4a    | 19 de juny | Rogaška Slatina - Novo Mesto | Etapa de mitja muntanya   | 179,1 km | Alexander Porsev (RUS) | Rein Taaramäe (EST)   | [ 6 ] |

## Classificació final
|    | Ciclista                | Equip                       | Temps       |
| -- | ----------------------- | --------------------------- | ----------- |
| 1  | Rein Taaramäe (EST)     | Team Katusha                | 15h 10' 29" |
| 2  | Jack Haig (AUS)         | Orica-GreenEDGE             | + 1' 42"    |
| 3  | Jan Bárta (CZE)         | Bora-Argon 18               | + 2' 38"    |
| 4  | Egan Bernal (ECU)       | Androni Giocattoli-Sidermec | + 2' 47"    |
| 5  | Jure Golčer (SLO)       | Adria Mobil                 | + 2' 48"    |
| 6  | Eliot Lietaer (BEL)     | Topsport Vlaanderen-Baloise | + 2' 57"    |
| 7  | José Mendes (POR)       | Bora-Argon 18               | + 3' 00"    |
| 8  | Pavel Kochetkov (RUS)   | Team Katusha                | + 3' 14"    |
| 9  | Janez Brajkovič (SLO)   | Eslovènia                   | + 3' 15"    |
| 10 | Franco Pellizotti (ITA) | Androni Giocattoli-Sidermec | + 3' 27"    |